# Tabebuia rosea
Espèce
Tabebuia rosea est une espèce de plantes à fleurs de la famille des Bignoniacées. C'est un arbre originaire d'Amérique, du Mexique au Venezuela en passant par l'Amérique centrale.
C'est l'arbre national du Salvador, où il est appelé "Maquilíshuat".
Synonymes : Tête Comore, Calice du pape, Lapacho, Pau d'Arco. Le nom espagnol "Roble de Sabana", qui signifie «chêne de savane», est largement utilisé au Costa Rica probablement parce qu'il reste souvent dans les zones fortement déboisées, où les gens apprécient ses périodes de floraison intense et à cause de la ressemblance de son bois à celui du chêne.

## Description

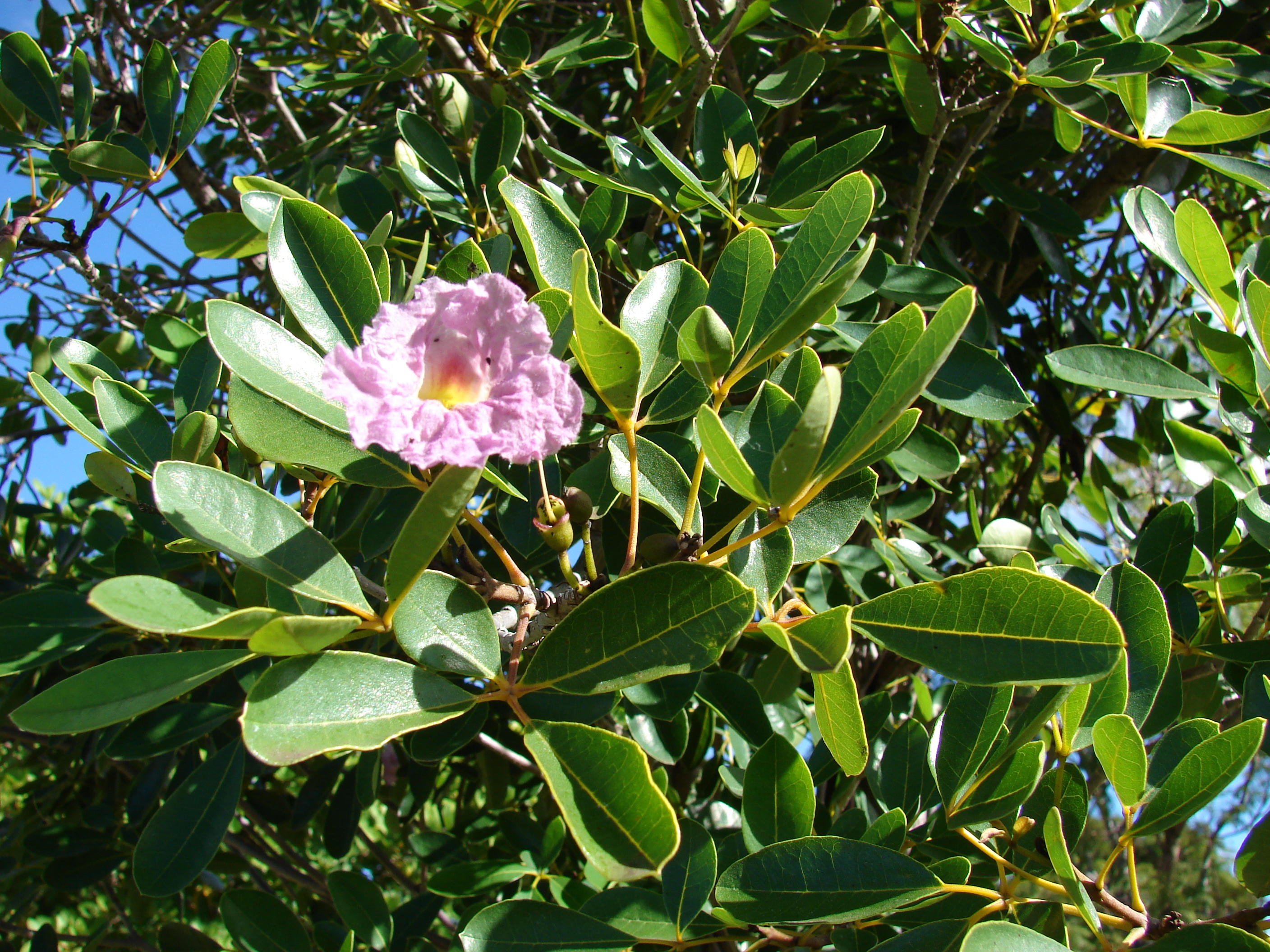
Feuilles et fleurs.

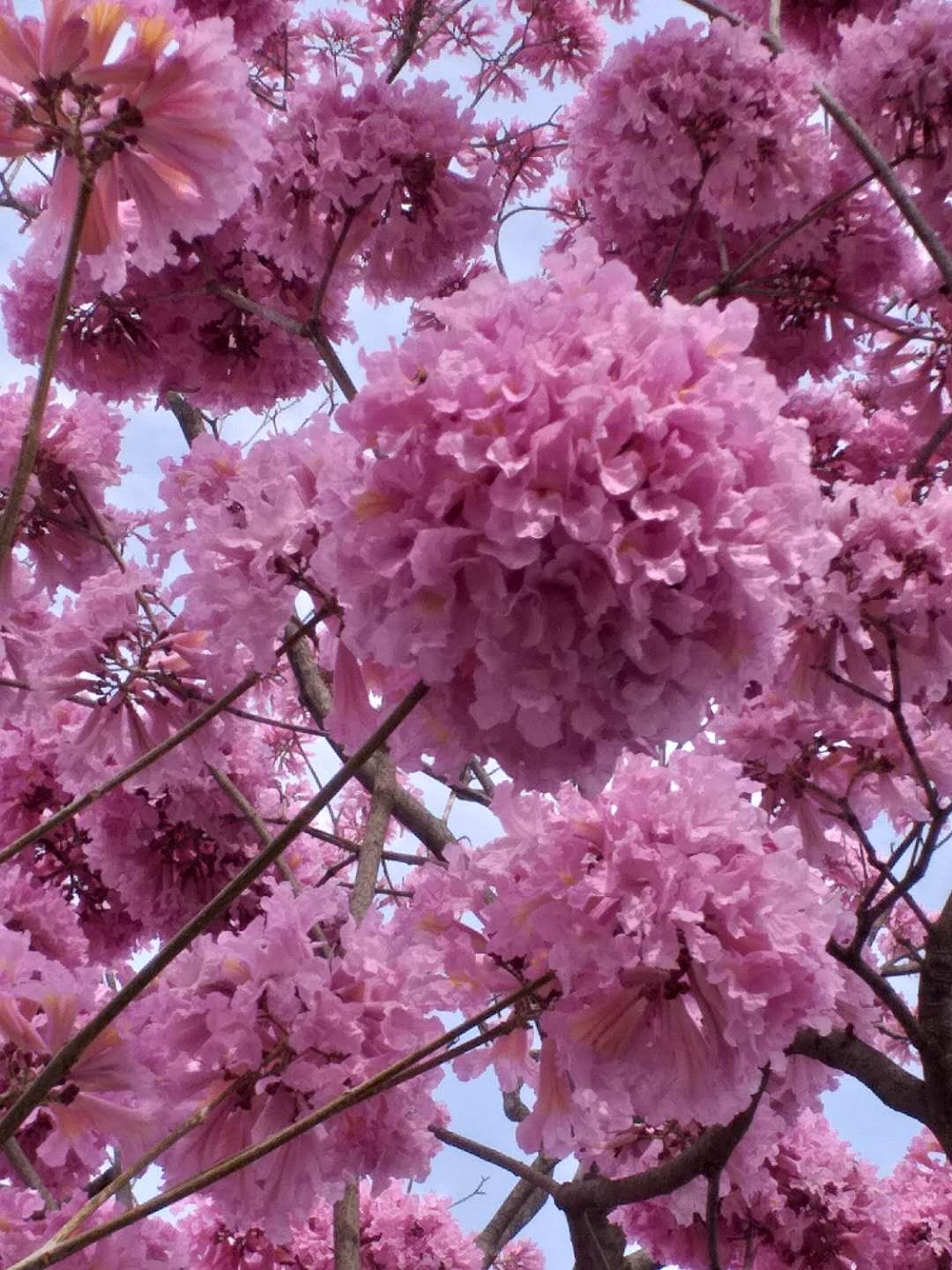
Inflorescence.

Tabebuia rosea est un arbre à croissance rapide qui pousse jusqu'à 30 m de haut et peut atteindre un diamètre de 1 m à hauteur de poitrine.
La couronne de l'arbre est large, avec une ramification irrégulière et seulement quelques branches épaisses. L'écorce peut être grise à brune et peut être fissurée verticalement.
Les feuilles sont composées et caduques. Chaque feuille a cinq folioles de taille variable, la centrale étant la plus grande.
La floraison survient principalement en janvier et en février et est généralement associée à des périodes sèches; Bien que la floraison a également été observée en août, septembre, avril et mai. Les fleurs sont grandes, de différentes teintes de rose à violet, et apparaissent alors que l'arbre n'a pas, ou très peu, de feuilles.
La pollinisation se produit probablement par les insectes, bien que les fleurs soient visitées par beaucoup d'oiseaux tels que les colibris et les orioles.
Les fruits sont des gousses longues et minces et peuvent mesurer jusqu'à 35 cm. Ces gousses apparaissent de février à avril. Après le séchage des fruits déhiscents, les semences anémochoreuses, à membrane translucide ailée sont libérées. Il y a en moyenne 45 000 graines par kg avec jusqu'à 13% d'eau. La germination des graines est extrêmement facile et efficace, atteignant presque 100%.

## Répartition
Cette espèce est présente dans le Sud du Mexique, au Venezuela et en Équateur de 0 à 1 200 m sous des températures allant de 20 °C à 30 °C en moyenne, avec des précipitations annuelles supérieures à 500 mm, et sur des sols à pH très variable.

## Utilisation

### ornementale
Cet arbre est souvent vu dans les villes tropicales, où il est souvent planté dans les parcs et les jardins. En saison des pluies, il offre une grande ombre et en saison sèche, des fleurs abondantes sont présentes sur les arbres défoliés.

### médicinale
Les préparations de l'écorce de l'arbre sont consommées pour éliminer les parasites intestinaux et le paludisme. Une décoction d'écorce pourrait soigner l'anémie et la constipation. Une décoction des fleurs, des feuilles et des racines pourrait réduire la fièvre et la douleur, la cause de la transpiration, traiter une inflammation des amygdales et de divers autres troubles.
L'arbre contient du lapachol, un composé organique naturel isolé à partir de diverses autres espèces de Tabebuia. Chimiquement, il est un dérivé de la naphtoquinone, liée à la vitamine K. Le lapachol a des effets antipaludiques.